# ایران نیوز
ایران نیوز اولین و تنها روزنامه انگلیسی زبان صبح ایران، متعلق به بخش خصوصی در ایران از مهرماه سال ۱۳۷۳ شمسی در تهران آغاز به کار کرد.
این روزنامه اولین روزنامه الکترونیکی ایران بود که از طریق بی‌بی‌اس (BBS) اخبار و مقالات خود را قبل از چاپ در اختیار خوانندگان خود قرار می‌داد و با پیدایش اینترنت بلافاصله وبسایت خود را راه‌اندازی نمود.
مرتضی فیروزی نیاکی سردبیر و محمد سلطانی‌فر مدیر مسئول و موسسه سخن گستر صاحب امتیاز آن بودند،
با تغییراتی که در روزنامه صورت پذیرفت، اکنون محمد نقاشیان  مدیر مسئول و خدیجه احمدی جانشین مدیر مسئول ویراستار روزنامه می‌باشد.
روزنامه انگلیسی‌زبان صبح ایران نیوز، مستقل بوده و به هیچ گروه یا حزبی وابسته نیست.